# Skærbæk (Tønder)
Skærbæk (en alemán: Scherrebek) es un poblado ferroviario danés perteneciente al municipio de Tønder, en la región de Dinamarca Meridional.
Tiene 3028 habitantes en 2016, lo que lo convierte en la cuarta localidad más importante del municipio tras Tønder, Løgumkloster y Toftlund.
Se sitúa al norte del municipio, sobre la carretera 11 que une Tønder con Ribe, 2 km al este de la costa que hay enfrente de la isla de Rømø.